# المغربة (ملحان)

تعديل مصدري - تعديل

المغربة هي إحدى قرى عزلة بني مليك بمديرية ملحان التابعة لمحافظة المحويت، بلغ تعداد سكانها 208 نسمة حسب تعداد اليمن لعام 2004.